# Pilar Padín
Pilar Padín fue una actriz cómica argentina.

## Carrera
Padin integró una familia de artistas ya que era hija del actor circense Manuel Padín (el payaso Pepino 77) y de la actriz uruguaya Máxima Hourquet. Tuvo a una media hermana del matrimonio anterior de su padre llamada Aída Padín, quien se casaría posteriormente con Francisco Aniceto Benavente y le diera un sobrino, Saulo Benavente, un pintor, iluminador y escenógrafo de amplio labor. Su hermana fue la célebre actriz y vedette Margarita Padín, y sus otros hermanos los actores Fausto Padín y María Padín. Uno de sus siete hermanastros murió siendo muy pequeño.
Se inició desde chica en el circo al igual que sus hermanos. En teatro integró una compañía de la conocida actriz de carácter Pilar Gómez y bajo la dirección de José del Vecchio. En 1949 trabaja en las obras Maridos caseros, El clavo de oro, Sisebuta dictadora y Eclipse de sol, con un elenco conformado por Gloria Faluggi, Sara Olmos, Esperanza García, Susana Vidal, Emilio Magaldi, entre otros.
En televisión integró el elenco del programa cómico La matraca, durante 1965, con un amplio elenco en las que se encontraban Jorge Porcel, Carlitos Scazziotta, Thelma del Río, Santiago Bal y Pepe Díaz Lastra. En 1974 actúa en la ficción Alberto Vilar, el indomable junto a Alberto Olmedo.